# Karakou
Ne doit pas être confondu avec Caraco (vêtement).
Le karakou (arabe : كاراكو) est un costume traditionnel algérien, plus précisément algérois, apparu au XIXe siècle que certaines Algéroises continuent à porter dans leur vie quotidienne,. Descendant de l'ancienne ghlila, il demeure un costume de cérémonie. La réputation de ce costume ne se limite pas à l'Algérie, car il séduit désormais les grands créateurs mondiaux,.

## Étymologie
La ghlila djabadouli abandonne au XIXe siècle, son décolleté et sa forme trapézoïdale, ce vêtement qui devient cintré à la taille, n'a plus la forme d'une ghlila, on le qualifie désormais de caraco.
Ce changement d'appellation de la veste des Algéroises, en caraco, pourrait être expliqué par la proportion importante de colons originaires du sud de la France dont les costumes populaires conservent un corsage à manches, appelé caraco.
Le mot karakou fait son entrée dans la nouvelle édition du Larousse de 2026, où il définit un costume traditionnel algérien.

## Histoire

La ghlila immortalisée dans Femmes d'Alger dans leur appartement, Eugène Delacroix.

Le karakou est apparu au XIXe siècle à Alger, il est l'évolution de la ghlila (diminutif algérois du mot arabe ghalila ou ghilala), un vêtement d'origine levantine ottomane déjà connu au XVe siècle qui a été influencé par l'apport berbero-andalous. La différence entre les deux costumes est que le karakou est cintré à la taille, tandis que la ghlila possède un décolleté. Ainsi, le karakou est l'héritier des vestes de différentes longueurs du système vestimentaire féminin algérois à partir du XVIe siècle.
D'abord réservée aux Algéroises les plus aisées, les femmes des couches moyennes accèdent à la ghlila, entre le XVIe et XVIIe siècles. Elle se décline en deux versions : celle « modeste », issue du modèle local du xve siècle et celle « distinguée » plus proche du modèle turc. Puis, deux autres dérivées vont s'introduire dans le paysage vestimentaire féminin : la frimla et la ghlila dite djabadouli, semblable à la ghlila, mais munie de manches longues fixes, portée en hiver ou en mi-saison.

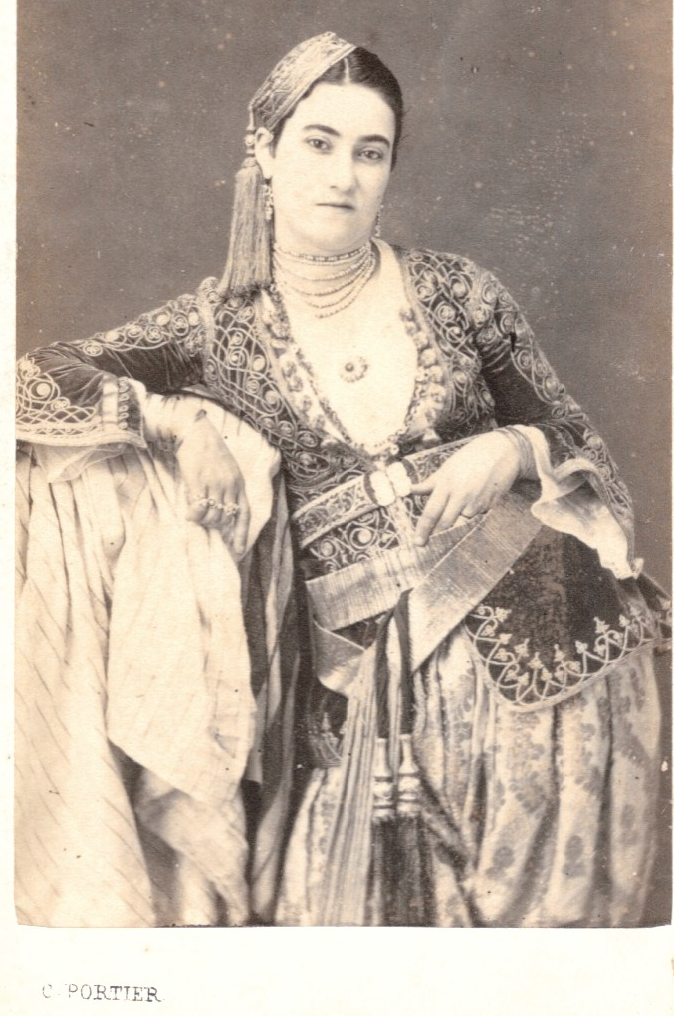
Ghlila djabadouli (1865).

Après la conquête française, le paysage vestimentaire est bouleversé par la raréfaction des pièces brodées au fil de soie et l'apparition d'un nouveau modèle, le karakou, descendant direct de la ghlila djabadouli, qu'il remplace à la fin du XIXe siècle. Il subit l'influence de la casaque ajustée, terminée par des basques partant de la taille et complétée de manches longues, qui se répand en France, avant de réapparaître vers 1768 sous celui de caraco.
L'apparition de vestes ajustées au corps constitue une innovation dans le paysage vestimentaire urbain du Maghreb. Le karakou se raréfie au début du XXe siècle, conséquence de la baisse de niveau de vie de la population algérienne, toutefois, il persiste tout au long de l'époque coloniale. Il se modernise après l'indépendance du pays, il représente la tenue incontournable des Algéroises, portée pendant leur fête.
Les débuts des années 1980 sont ponctués d'un modèle, plus classique et plus imposant, abolissant tous les dérivés tels que le boléro ou la veste droite à manches courtes des décennies précédentes. Le karakou retrouve sa coupe originale, cintrée, évasée à partir de la taille et aux manches longues. Le karakou est aujourd'hui un habit traditionnel porté lors des mariages algériens dans tout le territoire national et hors de l'Algérie. Il est devenu un incontournable du trousseau de la mariée. Des créateurs de renom s'en inspirent et le réinventent dans plus d’une déclinaison depuis des décennies à l'instar d'Elie Saab, d'Elsa Schiaparelli, de Christian Lacroix, d'Yves Saint Laurent et Eddine Belmahdi.

## Description
Le karakou, veste souvent en velours et travaillé avec du fil d'or appelé majboud ou fetla, est la partie haute d'un ensemble qwiyat. De même coupe que le djabadouli, il est de couleur sombre ou noir, sous lequel se trouvent des crochets qui le tiennent fermé. Du laçage pend des cordonnets d'or. Le devant est entièrement recouvert de broderies, ainsi que le dessus des manches de l'épaule au poignet. Le bas quant à lui est un pantalon (seroual) qui  peut être seroual chelka (droit avec des fentes sur les côtés) ou alors seroual mdouer (bouffant).
La veste est une combinaison de caractéristiques algériennes et ottomanes avec des techniques de coupe française de la fin du xixe siècle. Le karakou est le résultat de la mutation de la ghlila djabadouli, dans sa structure et son ornementation, ainsi la disparition du décolleté entraîne une nouvelle répartition des broderies, il devient également un costume de cérémonie.
Un foulard à franges est attaché aux cheveux grâce à des pinces ou à un nœud. Ce foulard est appelé m'harma (dite m'harmete el ftoul, car ses franges sont roulées à la main) que les jeunes filles mettaient de côté pour mettre en valeur leur longue chevelure. Certaines femmes algéroises portaient également une toque appelée chechia ou tarbouche en velours alors que cette dernière était seulement destinée aux hommes. Les femmes l'ont arboré dans un style plus raffiné pour montrer l'égalité entre les hommes et les femmes dans le style des costumes[réf. à confirmer].
Les motifs de broderie sont axés sur les végétaux, après l'indépendance, des variations de décorations s'opèrent aux motifs de fleurs, de papillons et d'oiseaux. Historiquement, les motifs utilisés sont géométriques et aux représentations de végétaux. La devanture de certaines pièces est brodée de paons. De nos jours, la broderie traditionnelle au fil d'or est complétée par des ajouts de perles ou de cristaux. La réalisation d'un karakou qui est une pièce unique peut durer une année entière ou plus.
Il existe une version du karakou avec une matière plus légère et plus souple que le velours, telle la soie, appelée kat à Alger et Blida, c'est également le nom donné à Tlemcen à la ghlila djabadouli. Dans cette ville, le karakou se distingue de celui d'Alger par la présence d'une jupe en mensouj (tissu doré tissé à la main) à la place du sarouel.

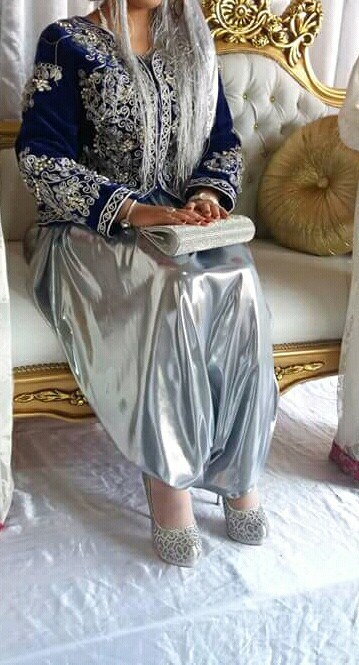
Karakou contemporain.
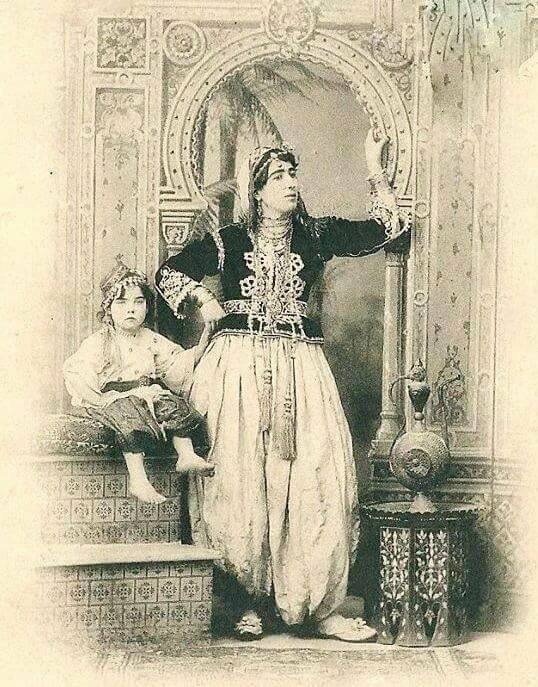
Femme en karakou et seroual mdouer, ensemble appelé qwiyet du XIXe siècle.
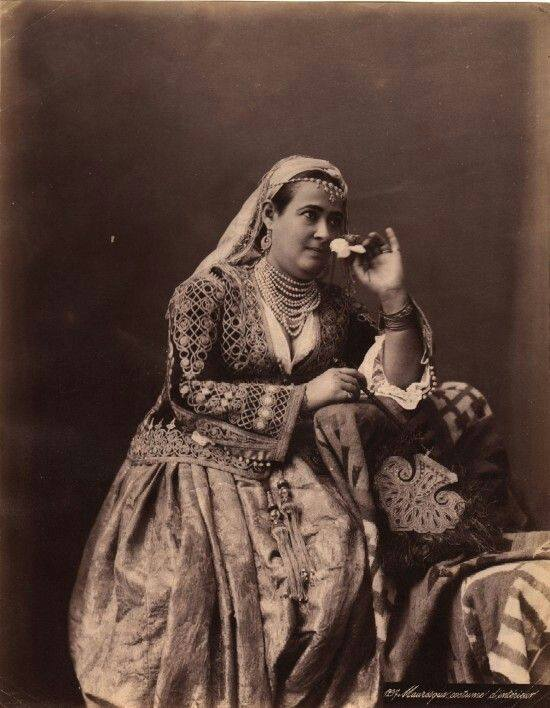
Mauresque en karakou, ca. 1880.
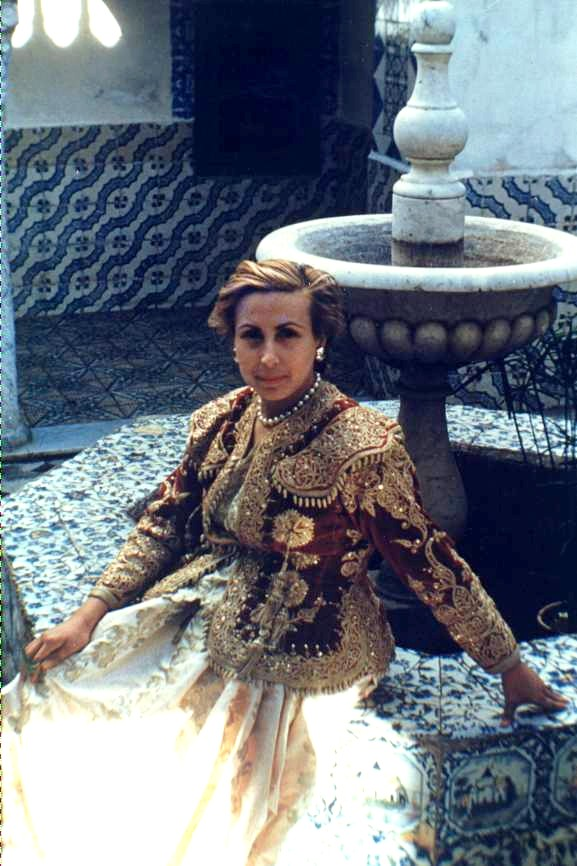
Karakou traditionnel.
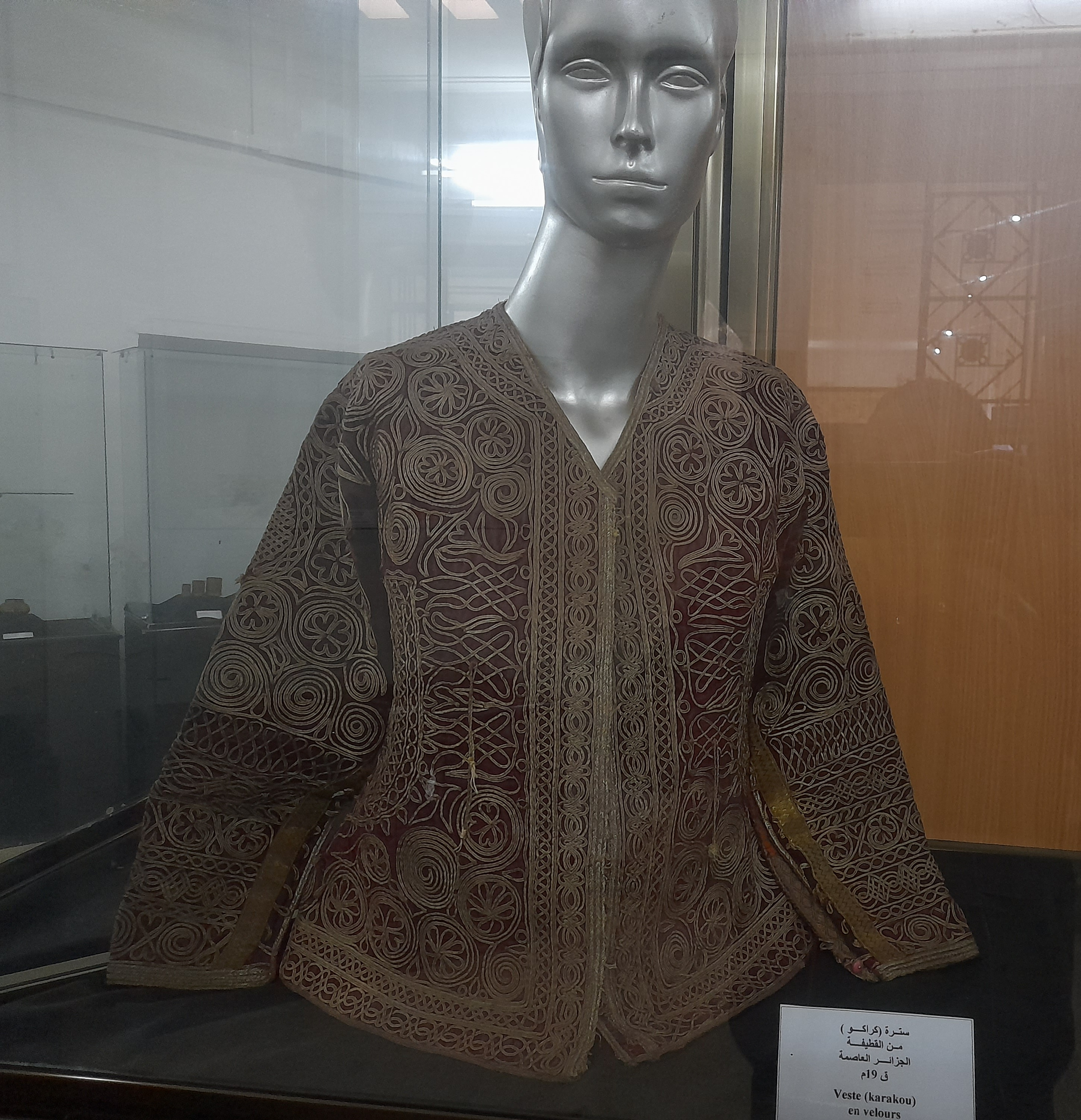
Karakou d'Alger du XIXe siècle, conservé au musée d'Oran.
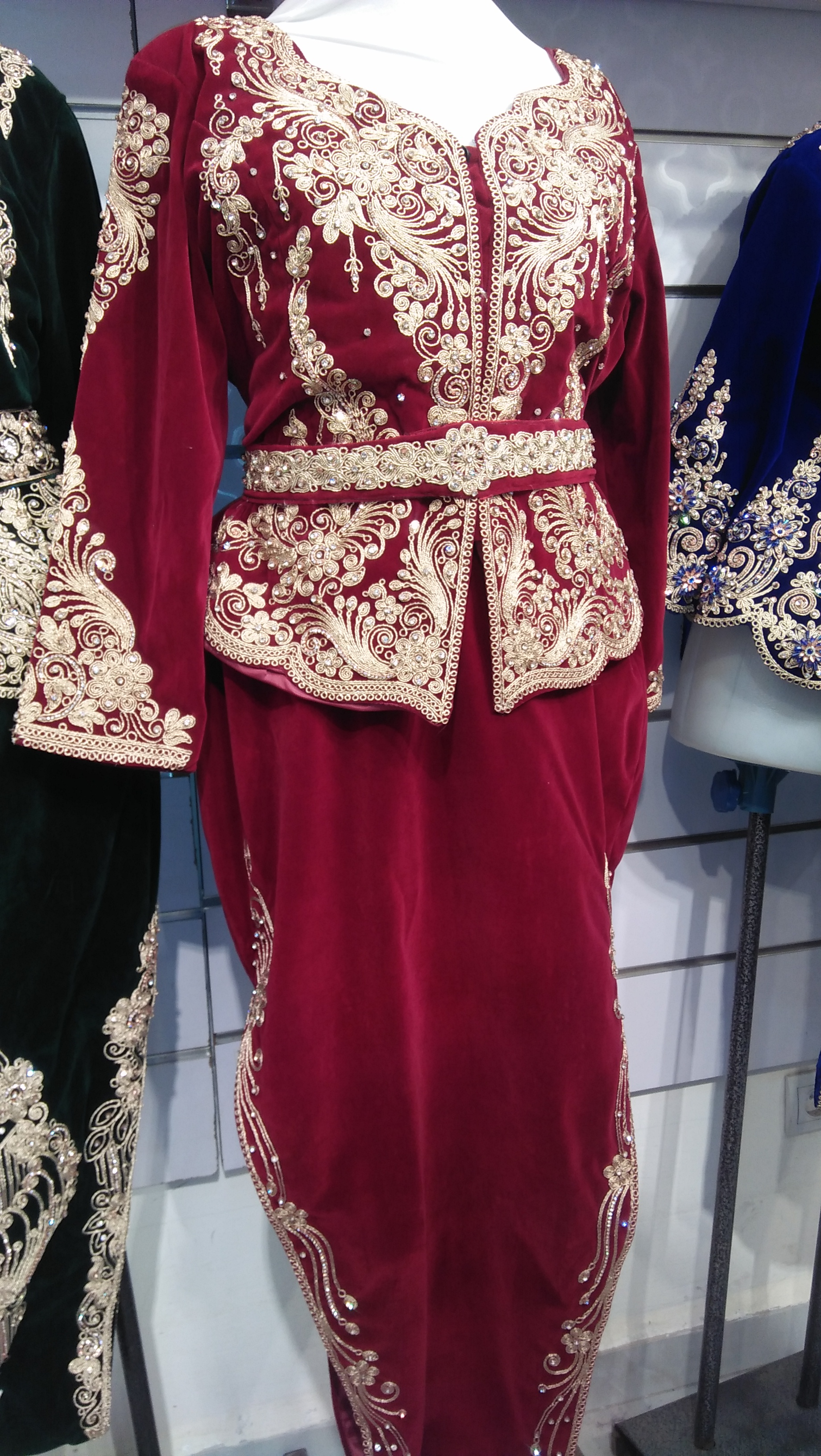
Un Karakou en velours bordé au fil d'or.
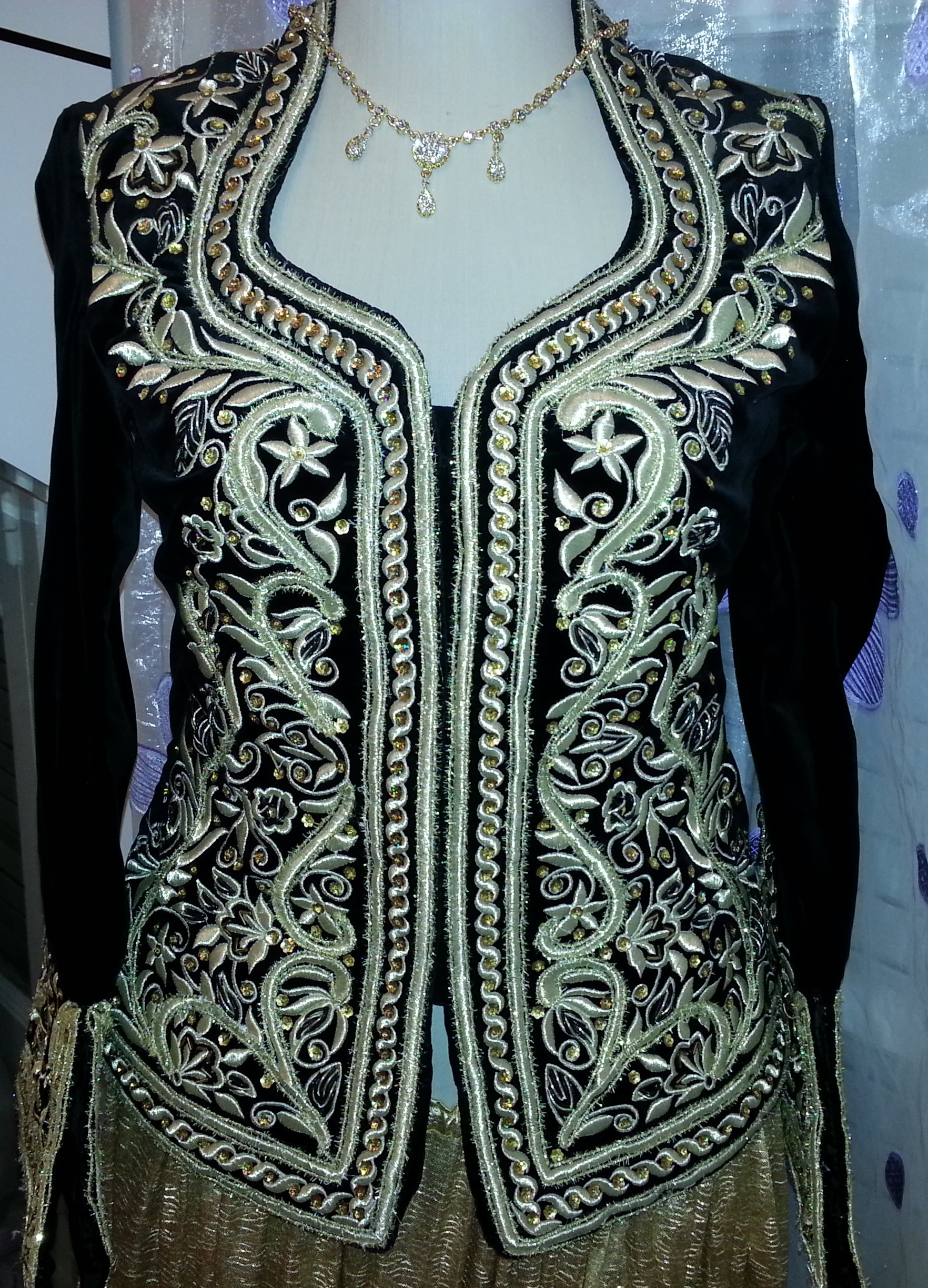
Une veste d'un Karakou en velours.

### Le rôle des couleurs
Les couleurs des différents karakou permettent la mise en exergue de certains éléments et valeurs : 
- Le bleu : cette couleur renvoie à la fidélité, la liberté, la mer et le ciel soulignant ainsi la géomorphologie et les paysages endémiques méditerranéens.
- Le vert : couleur préférée du prophète des musulmans, le vert renvoie également à la fertilité, la nature, l'environnement et l'harmonie.
- Le rouge : il renvoie à la force, l'amour, l'honneur et la séduction.